# Pseudocyclops bilobatus
Pseudocyclops bilobatus är en kräftdjursart som beskrevs av Dawson 1977. Pseudocyclops bilobatus ingår i släktet Pseudocyclops och familjen Pseudocyclopidae. Inga underarter finns listade i Catalogue of Life.